# جاكيس فويكس
جاكيس فويكس (بالفرنسية: Jacques Foix)‏ (مواليد 26 نوفمبر 1930 في فرنسا - 14 يونيو 2017)، هو لاعب كرة قدم فرنسي سابق كان يلعب كمهاجم.

## المسيرة الاحترافية

### أندية لعب لها
- راسينغ كولومب
- نادي سانت إتيان
- نادي نيس

## روابط خارجية
- جاكيس فويكس على موقع قاعدة بيانات كرة القدم.إي يو (الإنجليزية)
- جاكيس فويكس على موقع ناشيونال فوتبول تيمز (الإنجليزية)